# 齐藤壮马
齊藤壯馬（日语：／ Saitō Sōma，1991年4月22日—），日本男性配音員。出身於山梨縣。81 Produce所属。

## 經歷
高中時期有段時間因為不適應進入環境變化而沒有去上學，在家裡看電影和動漫的時候因為石田彰在《地球防衛少年》中的演技引起了自身對於銀幕另一面的嚮往。
2008年參加第2屆81 Produce的81 audition獲得優秀獎。
2009年在第33回全國高等學校綜合文化祭的朗讀部門獲得審査員特別賞。
高中畢業後進入早稻田大學文學部就讀。一個人來到東京生活的同時對於大學課業和聲優養成所的練習工作無法兼顧，所以決定先專心於大學課業，直到大三才回到養成所。在養成所期間出演了出道作《剣と魔法と学園モノ。2》。
大學四年級時正式開始了聲優的工作。在2014年春季播出的電視動畫《排球少年！！》中飾演山口忠一角，引起了關注。同年於夏季播出的電視動畫《斬！赤紅之瞳》中首次擔任主演，飾演塔茲米一角。
2015年得第九屆聲優獎新人男優獎。
2022年1月23日確診新型冠狀病毒 
2022年得第十六屆聲優獎歌唱獎。
2023年6月30日宣佈自己結婚的消息。

## 出演作品
※粗體字為主要角色

### 電視動畫
2011年
- 战国☆天堂 -极-（立花宗茂）
- 星光少女 極光之夢（記者）

2013年
- 閃電十一人GO3 銀河（魯斯蘭·卡西莫夫）
- KILL la KILL（一星學生）
- 銀河機攻隊 莊嚴皇子（2號機飛行員、無線電操作人員）
- SERVANT×SERVICE（客人B）
- 東京闇鴉（學生）
- 悠哉日常大王（迷路兒童中心職員）
- 美妙旋律 Rainbow Live（男學生）
- 寵物小精靈：超級願望 season2 傑可羅拉冒險（路人）
- 果然我的青春戀愛喜劇搞錯了。（男公關、白組男生）
- 飆速宅男（館林元成）

2014年
- 斬！赤紅之瞳（塔兹米[9]）
- ALDNOAH.ZERO（詰城祐太朗）
- 諸神的惡作劇（男學生A）
- 東京殘響（TWELVE／久見冬二[10]）
- 銀河騎士傳（赤井持國、操縱人員、議員）
- SONIANI -SUPER SONICO THE ANIMATION-（客人B、攝影師A）
- 農林（學生）
- 排球少年！！（山口忠[11]）
- 未來卡片 戰鬥夥伴（龍炎寺翼空[12]、電子忍者 紫電）
- 寵物小精靈XY（助手）
- 魔法科高中的劣等生（五十里啟）
- Lady 寶石寵物（咖哩王子）
- 舞力四射（天宝院結弦）
- 飆速宅男 GRANDE ROAD（柴田康之）
- 怪盜Joker（Shadow Joker）

2015年
- 不起眼女主角培育法（加藤圭一）
- ALDNOAH.ZERO 第2季（詰城祐太朗）
- 四月是你的謊言（觀眾）
- 在地下城尋求邂逅是否搞錯了什麼（荷米斯）
- 鑽石王牌 第二季（向井太陽）
- 未來卡片 戰鬥夥伴100（龍炎寺翼空、魔界戰士 ゼパル、電子忍者 紫電、ステルス忍者 霧隱才藏、始まりの島竜ムー・リトルランド、記者）
- 山田君與7人魔女（澀谷敬吾）
- Chaos Dragon 赤龍戰役（斯瓦羅）
- 六花的勇者（亞德雷·麥亞[13]）
- 境界之輪迴（架印）
- 排球少年！！第二季（山口忠）
- 偵探小隊KZ事件簿（若武和臣）
- Dance with Devils（鉤貫雷姆）
- 機動戰士鋼彈 鐵血孤兒（亞馬基·吉爾莫頓）

2016年
- 春太與千夏～春太與千夏共度青春～（上條春太）
- 少女們向荒野進發（中嶋、扇光輝）
- Divine Gate（蒼人）
- 舞武器·舞亂伎（野野柊）
- 未來卡片 戰鬥夥伴DDD（龍炎寺翼空）
- 12歲。～小小胸口的怦然心動～（高尾優斗）
- 境界之輪迴 第2期（架印）
- 魔奇少年 辛巴達的冒險（維特爾）
- 亞爾斯蘭戰記 風塵亂舞（吉姆沙）
- D.Gray-man HALLOW（多克薩）
- Qualidea Code（朱雀壹彌）
- 91Days（柯魯特歐）
- 野球少年（吉貞伸弘）
- 舞武器·舞亂伎 星之巨人（野野柊）
- WWW.WORKING!!（齊藤大地）
- 機動戰士GUNDAM 鐵血的孤兒 第二期（亞馬基·吉爾莫頓）
- 刀劍亂舞－花丸－（鯰尾藤四郎、鶴丸國永）
- 12歲。～小小胸口的怦然心動～ 第二期（高尾優斗）
- 排球少年！！烏野高中VS白鳥澤學園高中（山口忠）
- 亞人 第二期（琴吹武）
- 鋼鐵交響樂（克里斯）

2017年
- 風夏（三笠真琴）
- Hand Shakers（高槻手綱）
- 黑色推銷員NEW（出社伊夜太）
- 不正經的魔術講師與禁忌教典（葛倫·雷達斯）
- 正確的卡多（花森瞬[14]）
- 活擊 刀劍亂舞（鶴丸國永）
- 梵諦岡奇蹟調查官（勞倫·迪盧卡）
- 帶著智慧型手機闖蕩異世界。（里恩）
- 地獄少女 宵伽（男學生）
- Infini-T Force（卡辛／東鐵也）
- TSUKIPRO THE ANIMATION（奥井翼）
- DYNAMIC CHORD（榛名宗太郎）
- 奇諾之旅 -the Beautiful World- the Animated Series（漢密斯[15]）

2018年
- 三麗鷗男子（水野祐[16]）
- POP TEAM EPIC（POP子〈第9話B段〉）
- IDOLiSH7 偶像星願（九条天[17]）
- 續 刀劍亂舞－花丸－（鯰尾藤四郎、鶴丸國永）
- DAME×PRINCE ANIME CARAVAN（琉瑟）
- DARLING in the FRANXX（9'α）
- 閃電十一人 戰神的天秤（冰浦貴利名）
- 卡利古拉（イケP）
- 琴之森（一之瀨海）
- 千銃士（秀忠[18]）
- Banana Fish（勞延泰[19]）
- 付喪神出租中（權平）
- SSSS.GRIDMAN（內海將）
- 閃電十一人 俄里翁的刻印（冰浦貴利名）
- 書店裡的骷髏店員本田（本田[20]、本田母·妹·友人·父、演員本田）
- 隊長小翼（三杉淳）

2019年
- W'z（手綱／高槻手綱）
- revisions（淺野慶作[21]）
- 鑽石王牌 act II（向井太陽）
- Star☆Twinkle 光之美少女（洛洛）
- JoJo的奇妙冒險 黃金之風（威尼卡·托比歐、迪亞波羅(青年)）
- 星光王子 KING OF PRISM -Shiny Seven Star-（太刀花雪之丞）
- 高校星歌劇 第三季（冬澤亮）
- 偶像夢幻祭（葵日向、葵裕太[22]）
- 歌舞伎町夏洛克（京極冬人）

2020年
- 空挺Dragons（吉洛·阿斯塔）
- 〈Infinite Dendrogram〉-無盡連鎖-（玲·斯特林〈椋鳥玲二〉[23]）
- 淘氣貓2020：家有圓圓？！～我家的圓圓你知道嗎～（岡本圆圆）
- 排球少年！！ TO THE TOP（山口忠）
- 天晴爛漫！（阿爾·利昂[24]）
- 啄木鳥偵探處（吉井勇）
- IDOLiSH7 偶像星願-Second BEAT!（九条天[17]）
- 憂國的莫里亞蒂（威廉·詹姆斯·莫里亞蒂）
- 『催眠麥克風 -Division Rap Battle-』Rhyme Anima（夢野幻太郎）
- 月歌。THE ANIMATION 2（奧井翼）

2021年
- 比方說，這是個出身魔王關附近的少年在新手村生活的故事（翔馬[25]）
- EX-ARM （夏目曉）
- 花樣滑冰Stars（久遠寺夢空）
- 偶像★進行曲（斑尾巽）
- 五等分的新娘∬（武田）
- 奇巧計程車（田中）
- Fairy蘭丸（宗次）
- 後空翻少年!!（龍森恭一）
- 轉生成蜘蛛又怎樣！（邦彥／田川邦彥）
- 灼熱卡巴迪（右藤大元）
- 遊戲王SEVENS（遊蘭）
- IDOLiSH7 偶像星願-Third BEAT!（九条天）
- TSUKIPRO THE ANIMATION 2（奧井翼）
- RE-MAIN（網濱秀吾）
- 月光下的異世界之旅（御劍）
- 百萬噸級武藏（淺海輝）
- 三角窗外是黑夜（迎系多）
- 吸血鬼馬上死（違反禮儀）

2022年
- ORIENT 東方少年（鐘卷小次郎[26]）
- 東京24區（苦無）
- 佐佐木與宮野（宮野由美）
- 天才王子的赤字國家重生術（維恩）
- 永遠的831（淺野鈴四郎）
- 輝夜姬想讓人告白－超級浪漫－（帥哥B）
- 作為女主角！～被討厭的女主角與秘密的工作～（YUI[27]）
- 社畜想被幼女幽靈療癒。（本週的「好可愛。」擔當）
- 契約之吻（緒方修[28]）
- RWBY 冰雪帝國（烈蓮[29]）
- 歡迎來到實力至上主義的教室 2nd Season（南雲雅[30]）
- 後宮之烏（郭皓）
- BLUE LOCK 藍色監獄（千切豹馬[31]）
- 人類毛病大學（傑克[32]）
- 因為是反派大小姐所以養了魔王（賽姆斯·夏露路）
- 4個人各自有著自己的秘密（關根〈男子〉[33]）
- 決鬥大師 WIN（キャッシュ）

2023年
- UniteUp! 眾星齊聚（大月凜[34]）
- 吸血鬼馬上死2（違反禮儀）
- 最強陰陽師的異世界轉生記（雷因納斯）
- 魔法少女毀滅者（SHOBON[35]）
- 鬼滅之刃 刀匠村篇（哀絕[36]）
- 帶著智慧型手機闖蕩異世界。2（里恩·布里茲）
- 神劍闖江湖－明治劍客浪漫譚－（緋村劍心[37]）
- Sugar Apple Fairy Tale（葛拉迪斯[38]／拉法爾·斐恩·拉法爾[39]）
- 不死少女的謀殺鬧劇（傑克[40]）
- 五等分的新娘∽（武田）
- 隊長小翼Season2 青少年篇（三杉淳[41]）
- 聖魔大戰 BIKKURI-MEN（鳳凰[42]、小黑）
- 戰鬥陀螺X（黑須極[43]）
- 『催眠麥克風 -Division Rap Battle-』Rhyme Anima +（夢野幻太郎[44]）

2024年
- 戰國妖狐（迅火[45]）
- 休假的壞人先生（盧尼[46]）
- 月光下的異世界之旅 第二幕（御劍[47]）
- 歡迎來到實力至上主義的教室 3rd Season（南雲雅[48]）
- 外科醫生愛麗絲（ミハイル・ド・ロマノフ[49]）
- 七大罪 啟示錄四騎士（凱奧[50]）

- 刀劍亂舞 廻 -虛傳 燃燒的本能寺-（鯰尾藤四郎、鶴丸國永[51]）
- 星際莊的戀愛日記（宮坂拓己[52]）
- 哎咕島消失的舔甜歌姬（冒失鬼八兵衛[53]）
- 黃昏光影（吉乃詩音[54]）
- 神劍闖江湖－明治劍客浪漫譚－ 京都動亂（緋村劍心[55]）
- BLUE LOCK 藍色監獄 VS. U-20 JAPAN（千切豹馬[56]）
- 七大罪 啟示錄四騎士 第2期（凱奧[57]）

2025年
- UniteUp! 眾星齊聚 -Uni:Birth-（大月凜[58]）
- #空帕斯2.0：陣地攻防戰（零夜[59]）
- WIND BREAKER—防風少年—（榊晴龍[60]）
- 九龍大眾浪漫（小黑B[61]）
- 黑化吧！聖女大人（斯溫[62]）
- 朋友的妹妹只纏著我（小日向乙馬）
- 東島丹三郎想成為假面騎士（島村三葉[63]）
- SI-VIS: The Sound of Heroes（JUNE[64]）

2026年
- 優雅貴族的休假指南（利瑟爾[65]）

### OVA
2013年
- 虹色女孩☆鑽石星路（職員）※「Ciao」2013年11月號附錄
- 名偵探解謎公主（日语：ナゾトキ姫は名探偵♥）（斗野梓）※「Ciao」2014年2月號附錄、第7卷特裝版漫畫附OAD

2014年
- 12歲。（高尾优斗）※「Ciao」2014年5月號附錄[66]
- 球場幻想曲（日语：ファンタジスタ）（マルコ・クオーレ）※第8卷漫畫附OVA限定版
- 今際之國的闖關者 ※第13卷漫畫附DVD限定版
- MAGI魔奇少年（維特爾）※第5-7卷漫畫附OVA特別版

2015年
- 排球少年！！列夫登場！（山口忠）
- 山田君與7人魔女（澀谷敬吾）※第17卷漫畫附OAD限定版

2016年
- 排球少年！！「VS不及格」（山口忠）
- 黑色五葉草（尤諾）※試作版、第11卷漫畫附OAD
- 在地下城尋求邂逅是否搞錯了什麼（荷米斯）

2017年
- 排球少年！！「特集！赌在春高排球上的青春」（山口忠）

2018年
- 梵諦岡奇蹟調查官（勞倫·迪盧卡）※文庫17集附贈動畫DVD

2019年
- 蒼穹之戰神（馬里斯·艾克賽西亞[67]）

2020年
- 噬血狂襲第4期（吸血王[68]）

2021年
- 在地下城尋求邂逅是否搞錯了什麼 第3期（荷米斯）

2022年
- 佐佐木與宮野（宮野由美[69]）※漫畫第9集特裝版附贈動畫DVD

2023年
- 募戀英雄 WARMTH OF MEMORIES（寶生潔[70]）

### 電影動畫
2015年
- 音樂少女（主持人）

2016年
- 星光少男 KING OF PRISM by PrettyRhythm（太刀花雪之丞）
- 亞人 -衝突-（琴吹武）
- 劇場版 莊嚴皇子 覺醒的遺傳因子（瀨井讓刃）

2017年
- 宣告黎明的露之歌（國夫[71]）
- 星光少男 KING OF PRISM -PRIDE the HERO-（太刀花雪之丞）
- Dance with Devils-Fortuna-（鉤貫雷姆）

2018年
- 劇場版Infini-T Force／飛鷹俠 再見了朋友（卡辛／東鐵也）

2019年
- 劇場版 在地下城尋求邂逅是否搞錯了什麼 -獵戶座之箭-（荷米斯）
- 只想受到你的歡迎（古田時夫）[72]

2020年
- 星光王子 KING OF PRISM ALL STARS -星光時尚秀 ☆ Best Ten-（太刀花雪之丞）
- 交錯的想念（乾和臣）
- 怪物彈珠 THE MOVIE 路西法 絕望的黎明（諾亞）
- 意想不到的金太狼（小野寺真琴）
- HoneyWorks 10th Anniversary "LIP×LIP FILM×LIVE"（YUI）

2021年
- 机动战士高达 闪光的哈萨维（雷恩·艾姆）[73]

2022年
- 偶像夢幻祭！！-Road to Show!!-（葵日向）
- 電影版 奇巧計程車：撲朔謎林（田中）
- 劇場版 五等分的新娘（武田）
- 電影版 後空翻少年！！（龍森恭一）

2023年
- 電影 佐佐木與宮野－畢業篇－（宮野由美）
- GRIDMAN UNIVERSE（內海將）[74]
- 劇場版IDOLiSH7-偶像星願- LIVE 4bit BEYOND THE PERiOD（九条天[75]）
- 劇場版 Collar×Malice -deep cover-（榎本峰雄[76]）

2024年
- BLOODY ESCAPE -地獄的逃走劇-（克魯斯[77]）
- 劇場版 排球少年！！ 垃圾場的決戰（山口忠[78]）
- 劇場版 BLUE LOCK 藍色監獄 -EPISODE 凪-（千切豹馬[79]）
- Code Geass 奪回的Rozé（阿諾德·蘭克[80]）
- 星光王子 KING OF PRISM -Dramatic PRISM.1-（太刀花雪之丞[81]）

2025年
- 電影版『催眠麥克風 -Division Rap Battle-』（夢野幻太郎[82]）
- 星光王子 KING OF PRISM -Your Endless Call-（太刀花雪之丞[83]）
- IDOLiSH7-偶像星願- First BEAT! 劇場總集篇 前篇（九条天[84]）
- 鳳仙花（若松[85]）
- IDOLiSH7-偶像星願- First BEAT! 劇場總集篇 後篇（九条天[84]）
- 机动战士GUNDAM 闪光的哈萨维 喀耳刻的魔女（雷恩·艾姆[86]）

### 網路動畫
2017年
- 哨聲響起（重製版）（李潤慶）
- 梦王国与沉睡的100王子 短篇动画（利茲）

2018年
- 約定的七夜祭（三波羅星真）
- 來一杯咖啡如何（青山一）

2019年
- 怪物彈珠 The Animation（諾亞）
- 鋼彈創鬥者 潛網大戰Re:RISE（面具男／志堂真輝）

2020年
- リッチ警官 キャッシュ！（キャッシュ）

2021年
- 終末的女武神（亞當）
- 寶可夢進化（小進）

2022年
- 小太郎一個人生活（青田[87]）

2024年
- 不變的牽絆 炭小侍（ユウト〈トレーナー〉[88]）

時期未定
- よしまほ（ヴィー）

### 遊戲
2010年
- 劍與魔法與學園。2G（日语：剣と魔法と学園モノ。2）（利蒙）
- SANGOKU CHAOS 〜三国CHAOS〜（趙雲）

2011年
- 戰国☆天堂（立花宗茂）
- Star Project（长谷川优希、坂本龍司）

2015年
- 憂世的志士（坂本龍馬／男主人公C[89]）
- 憂世的浪士（沖田芳次郎／男主人公C[90]）
- DYNAMIC CHORD feat.Liar-S（榛名宗太郎）
- 刀劍亂舞（鯰尾藤四郎、鶴丸國永）
- POSSESSION MAGENTA（靜馬草太）
- 栽培少年（ストゥーク）[91]
- IDOLiSH7（九条天）
- 夢王國與100位沉睡的王子殿下（里茲）
- 偶像★進行曲（斑尾巽）

2016年
- 我的黑手黨男神（李狄奧）
- 文豪與鍊金術師（江戶川亂步）
- 最终幻想世界（朗恩）

2017年
- ツキパラ（奥井翼）
- 夢王國與100位沉睡的王子殿下（克拉克、里茲、米爾 (第3部) ）

2019年
- 魔法禁书目录 幻想收束（索尔、绪方修）
- #空帕斯：陣地攻防戰（零夜）
- Fate/Grand Order（基爾什塔利亞·沃戴姆）
- 美男吸血鬼-偉人的愛戀誘惑（弗拉德）

2020年
- 夜下降生 UNDER NIGHT IN-BIRTH Exe:Late(cl-r)（隆德雷奇亞）
- 明日方舟（莱恩哈特）
- 原神（重云）
- 食物語（楚夷花糕）
- 催眠麥克風 -Alternative Rap Battle-（夢野幻太郎）

2022年
- 刀劍亂舞無雙 （鲶尾藤四郎、鹤丸国永）
- 三國志幻想大陸(趙雲、雷霆趙雲)

2023年
- Engage Kill（绪方修）
- イケメンヴィラン 闇夜にひらく悪の恋(阿爾馮斯アルフォンス・シルベチカAlfons)

### Drama CD
- If…（(萌)メガネ男子倶楽部（羽多野涉、鹰嘴翼、江口拓也、齊藤壮马））

與鬼王的誓約

### VOMIC
- 齐木楠雄的灾难（ヒロシ）
- 女僕咖啡廳（真田廣章）

2020年
- 略顯微妙的溫柔欺凌（田村君[92]）

2021年
- PPPPPP（園田拉奇）

2023年
- 地獄幽暗亦無花（西条 皓）

### 广播剧
- 大きな桜の木の下で（铃原真琴）
- Beeマンガ コスプレ☆アニマル
- にいちゃん（ゆい）
- Given被贈與的未來（佐藤真冬）

### 音乐CD
- ニンジャスレイヤー 圣なるヌンチャク ドラマCD付特装版（エクスキューショナー）
- ディア♥ヴォーカリスト （ジュダ）

### Radio节目
- たまたまエイミーと何気なくソーマと时々コクーボなハッピーRADIO!（メインパーソナリティー）
- 西山宏太朗と斉藤壮马のハッピーRADIO!昼下がりのテンパリング（主持人）

### TV节目
- コミックTVだっしゅ（2012年10月－2013年3月、BS11）
- ヴォイス・アカデミア（2013年7月28日、BS富士）※第9回嘉賓

### 舞台剧
- 81PRODUCE Presents若手リーディング公演　声瞬-SEISHUN-
- ラジオドラマのためのエチュード ひめゆりの塔（负伤兵）
- IDOLISH7 1st Live ROAD TO INFINITY 声瞬-九条天-
- IDOLiSH7 2nd Live REUNION 声瞬-九条天-

### 其他
- Web配信オーディオドラマ 桐岛、部活やめるってよ（前田凉也、FeBe：7月19日-）
- 月刊コミックTV ドラマシアター コミドラ オオカミさんと!（狐冢春树）
- 月刊コミックTV ドラマシアター コミドラ 恋の时间（三原智）
- 东京国际アニメフェア2013がわかるガイド番组决定版 ここが未来。东京国际アニメフェア2013　※リポーター

## 脚注
1. ↑  . 81 Produce.   [2013-10-14]. （原始内容存档于2018-01-29）.
2. ↑  .   [2021-11-05]. （原始内容存档于2021-10-07）.
3. ↑  .   [2021-11-05]. （原始内容存档于2022-04-18）.
4. ↑  https://web.archive.org/web/20141010233435/http://www.81produce.co.jp/news/
5. ↑  .   [2021-11-05]. （原始内容存档于2021-11-05）.
6. ↑  . 聲優獎執行委員會.   [2016年8月7日]. （原始内容存档于2016年9月19日） （日语）.
7. ↑  .   [2022-01-25]. （原始内容存档于2022-01-25）.
8. ↑  .   [2022-03-10]. （原始内容存档于2022-03-05）.
9. ↑  . TVアニメ『アカメが斬る！』公式サイト.   [2014-05-21]. （原始内容存档于2014-05-21）.
10. ↑  . アニメ『残響のテロル』公式サイト. アニプレックス.   [2014-06-13]. （原始内容存档于2014-06-22）.
11. ↑  . アニメ『ハイキュー!!』.   [2014-05-09]. （原始内容存档于2014-12-24）.
12. ↑  . アニメイトTV.   [2013-11-06]. （原始内容存档于2014-02-01）.
13. ↑  . .   [2025-08-08] （日语）.
14. ↑  . 正解するカド KADO: The Right Answer.   [2017-01-25]. （原始内容存档于2017-01-26）.
15. ↑  . 電擊Online. 2017-03-12  [2017-03-12]. （原始内容存档于2020-11-12） （日语）.
16. ↑  . animate Times. 2017-02-03  [2017-02-03]. （原始内容存档于2020-04-13） （日语）.
17. 1 2  . 電視動畫「IDOLiSH7」官網.   [2017-09-11]. （原始内容存档于2017-09-10）.
18. ↑  . 電視動畫「千銃士」官網.   [2018-07-04]. （原始内容存档于2018-06-14）.
19. ↑  . 電視動畫「Banana Fish」官網.   [2018-05-25]. （原始内容存档于2018-11-18）.
20. ↑  . 電視動畫「書店裡的骷髏店員本田」官網.   [2018-06-14]. （原始内容存档于2018-08-13）.
21. ↑  . 電視動畫「revisions」官方網站.   [2018-07-09]. （原始内容存档于2018-07-09）.
22. ↑  . 電視動畫「偶像夢幻祭」官網.   [2018-05-05]. （原始内容存档于2018-05-05）.
23. ↑  . 電視動畫「〈Infinite Dendrogram〉-無盡連鎖-」官方網站.   [2019-01-25]. （原始内容存档于2019-01-24）.
24. ↑  .   [2020-01-06]. （原始内容存档于2020-01-12）.
25. ↑  . 電視動畫「比方說，這是個出身魔王關附近的少年在新手村生活的故事」官方網站.   [2019-10-20]. （原始内容存档于2020-03-22）.
26. ↑  . Comic Natalie. 2021-08-06  [2021-08-06]. （原始内容存档于2021-08-06） （日语）.
27. ↑  . Comic Natalie. 2022-02-17  [2022-02-17]. （原始内容存档于2022-02-23） （日语）.
28. ↑  . 電視動畫《Engage Kiss》官方網站. 2022-03-26  [2022-03-26]. （原始内容存档于2022-04-19） （日语）.
29. ↑  . Comic Natalie. 2022-03-25  [2022-03-25]. （原始内容存档于2022-04-01） （日语）.
30. ↑  . 電視動畫《歡迎來到實力至上主義的教室 2nd Season》官方網站. 2022-06-27  [2022-06-27]. （原始内容存档于2022-07-22） （日语）.
31. ↑  . Comic Natalie. 2021-08-12  [2021-08-12]. （原始内容存档于2021-08-18） （日语）.
32. ↑  . Comic Natalie. 2022-09-09  [2022-09-09]. （原始内容存档于2022-09-10） （日语）.
33. ↑  . MANTANWEB. 2022-12-07  [2022-12-07]. （原始内容存档于2022-12-13） （日语）.
34. ↑  . Comic Natalie. 2022-09-24  [2022-09-24]. （原始内容存档于2022-10-08） （日语）.
35. ↑  . Comic Natalie. 2023-02-17  [2023-02-17]. （原始内容存档于2023-03-23） （日语）.
36. ↑  . Comic Natalie. 2023-04-24  [2023-04-24]. （原始内容存档于2023-04-30） （日语）.
37. ↑  . Comic Natalie. 2022-09-24  [2022-09-24]. （原始内容存档于2022-09-24） （日语）.
38. ↑  . Comic Natalie. 2023-06-04  [2023-06-04]. （原始内容存档于2023-06-05） （日语）.
39. ↑  . Comic Natalie. 2023-08-25  [2023-08-25]. （原始内容存档于2023-08-26） （日语）.
40. ↑  . Comic Natalie. 2023-05-30  [2023-05-30]. （原始内容存档于2023-06-07） （日语）.
41. ↑  . Comic Natalie. 2023-03-23  [2023-03-23]. （原始内容存档于2023-03-29） （日语）.
42. ↑  . Comic Natalie. 2023-07-13  [2023-07-13]. （原始内容存档于2023-07-13） （日语）.
43. ↑  . BEYBLADE X　TVアニメ　公式サイト.   [2023-09-07]. （原始内容存档于2023-09-07） （日语）.
44. ↑  . Comic Natalie. 2023-04-15  [2023-04-15]. （原始内容存档于2023-04-27） （日语）.
45. ↑  . Comic Natalie. 2023-08-10  [2023-08-10]. （原始内容存档于2023-08-11） （日语）.
46. ↑  . Comic Natalie. 2023-09-26  [2023-09-26]. （原始内容存档于2023-09-26） （日语）.
47. ↑  . Comic Natalie. 2023-10-25  [2023-10-25]. （原始内容存档于2023-10-25） （日语）.
48. ↑  . Comic Natalie. 2023-10-25  [2023-10-25] （日语）.
49. ↑  . Comic Natalie. 2023-12-13  [2023-12-13]. （原始内容存档于2023-12-26） （日语）.
50. ↑  . Comic Natalie. 2024-02-11  [2024-02-11]. （原始内容存档于2024-02-26） （日语）.
51. ↑  . Comic Natalie. 2024-02-05  [2024-02-05]. （原始内容存档于2024-02-17） （日语）.
52. ↑  . Comic Natalie. 2023-12-01  [2023-12-01]. （原始内容存档于2023-12-01） （日语）.
53. ↑  . Comic Natalie. 2024-05-24  [2024-05-24]. （原始内容存档于2024-05-25） （日语）.
54. ↑  . Comic Natalie. 2024-03-18  [2024-03-18]. （原始内容存档于2024-03-18） （日语）.
55. ↑  . Comic Natalie. 2023-12-17  [2023-12-17]. （原始内容存档于2023-12-20） （日语）.
56. ↑  . Comic Natalie. 2024-06-24  [2024-06-24]. （原始内容存档于2024-06-26） （日语）.
57. ↑  . Comic Natalie. 2024-07-04  [2024-07-04]. （原始内容存档于2024-07-06） （日语）.
58. ↑  . Comic Natalie. 2024-04-14  [2024-04-14]. （原始内容存档于2024-04-21） （日语）.
59. ↑  . Comic Natalie. 2024-04-28  [2024-04-28]. （原始内容存档于2024-04-28） （日语）.
60. ↑  . 電視動畫《WIND BREAKER—防風少年—》. 2025-03-22  [2025-03-22] （日语）.
61. ↑  . Comic Natalie. 2025-05-25  [2025-05-25] （日语）.
62. ↑  . Comic Natalie. 2024-10-25  [2024-10-25]. （原始内容存档于2024-11-10） （日语）.
63. ↑  . Comic Natalie. 2025-07-05  [2025-07-05] （日语）.
64. ↑  . Comic Natalie. 2025-07-27  [2025-07-27] （日语）.
65. ↑  . Comic Natalie. 2025-04-10  [2025-04-10] （日语）.
66. ↑  . コミックナタリー.   [2014-04-03]. （原始内容存档于2014-04-05）.
67. ↑  . 蒼穹のファフナー THE BEYOND.   [2019-07-13]. （原始内容存档于2021-10-30）.
68. ↑  . 「ストライク・ザ・ブラッドⅣ」公式サイト.   [2019-12-15]. （原始内容存档于2021-03-23）.
69. ↑  . TVアニメ「佐々木と宮野」公式サイト.   [2021-12-24]. （原始内容存档于2022-06-09）.
70. ↑  .   [2022-09-05]. （原始内容存档于2024-04-12）.
71. ↑  . アニメイトタイムズ (アニメイト). 2017-01-19  [2017-01-19]. （原始内容存档于2020-10-30）.
72. ↑  . 電視動畫「只想受到你的歡迎」官方網站.   [2020-04-21]. （原始内容存档于2020-05-02） （日语）.
73. ↑  . gundam-hathaway.net. 2021-01-19  [2021-04-05]. （原始内容存档于2021-04-13） （日语）.
74. ↑  . 円谷プロ. 2022-08-26  [2022-08-26]. 原始内容存档于2022-11-06 （日语）.
75. ↑  . Comic Natalie. 2023-01-07  [2023-01-07] （日语）.
76. ↑  . Comic Natalie. 2022-12-16  [2022-12-16]. （原始内容存档于2022-12-23） （日语）.
77. ↑  . Comic Natalie. 2023-11-17  [2023-11-17]. （原始内容存档于2023-11-17） （日语）.
78. ↑  . Comic Natalie. 2023-08-19  [2023-08-19]. （原始内容存档于2023-08-19） （日语）.
79. ↑  . Comic Natalie. 2023-08-17  [2023-08-17] （日语）.
80. ↑  . Comic Natalie. 2024-03-23  [2024-03-23]. （原始内容存档于2024-04-12） （日语）.
81. ↑  . Comic Natalie. 2024-04-25  [2024-04-25]. （原始内容存档于2024-04-25） （日语）.
82. ↑  . Comic Natalie. 2024-11-10  [2024-11-10]. （原始内容存档于2024-11-12） （日语）.
83. ↑  . Comic Natalie. 2025-02-28  [2025-02-28] （日语）.
84. 1 2  . Comic Natalie. 2025-04-30  [2025-04-30] （日语）.
85. ↑  . Comic Natalie. 2025-07-07  [2025-07-07] （日语）.
86. ↑  . Comic Natalie. 2025-06-26  [2025-06-26] （日语）.
87. ↑  . Comic Natalie. 2022-02-10  [2022-02-10]. （原始内容存档于2022-03-09） （日语）.
88. ↑  . Comic Natalie. 2024-11-20  [2024-11-20] （日语）.
89. ↑  . 憂世ノ志士・憂世ノ浪士.   [2015-01-27]. （原始内容存档于2015-02-06）.
90. ↑  . 憂世ノ志士・憂世ノ浪士.   [2015-01-27]. （原始内容存档于2015-02-06）.
91. ↑  . Nexision栽培少年官網.   [2015年7月23日]. （原始内容存档于2015年5月8日） （日语）.
92. ↑  . Youtube.   [2020-05-07]. （原始内容存档于2022-04-18）.

## 外部連結
- 81 Produce公式官網的聲優簡介 （页面存档备份，存于） （日語）
- （日語）－齊藤壯馬的官方個人部落格。
- （日語）－齊藤壯馬的官方個人網站。
- 齊藤壯馬:［Official］的X（前Twitter） （日語）